# Saint-André-de-la-Marche
Saint-André-de-la-Marche ist eine Ortschaft und eine Commune déléguée in der französischen Gemeinde Sèvremoine mit 2.904 Einwohnern (Stand 1. Januar 2022) im Département Maine-et-Loire in der Region Pays de la Loire. 
Mit Wirkung vom 15. Dezember 2015 wurden die Gemeinden Le Longeron, Montfaucon-Montigné, La Renaudière, Roussay, Saint-André-de-la-Marche, Saint-Crespin-sur-Moine, Saint-Germain-sur-Moine, Saint-Macaire-en-Mauges, Tillières sowie Torfou zu einer Commune nouvelle mit dem Namen Sèvremoine zusammengelegt. Die Gemeinde Saint-André-de-la-Marche gehörte zum Arrondissement Cholet sowie zum Kanton Saint-Macaire-en-Mauges.

## Bevölkerungsentwicklung
- 1962: 1176
- 1968: 1253
- 1975: 1324
- 1982: 1604
- 1990: 1955
- 1999: 2417
- 2005: 2650